# Bandera de la Organización del Tratado del Atlántico Norte
La bandera de la Organización del Tratado del Atlántico Norte (OTAN) fue aprobada el 14 de octubre de 1953. Consiste en un paño de color azul oscuro (Pantone 280) en el que figura una representación de la rosa de los vientos de color blanco que está situada en su centro. La rosa de los vientos aparece junto a cuatro líneas blancas que parten de ella. Estos elementos componen el emblema o símbolo de la OTAN.
El color azul oscuro simboliza al Océano Atlántico que da nombre a la Organización.